# 李雪 (音乐剧演员)
李雪（韓語：이설，1989年1月23日—），本名李敏智（이민지），韓國音樂劇女演員，話劇女演員。

## 生平
从小就希望成为艺人，小学6年级时参加了SM娱乐的歌手选拔。 进入中学后决定成为演员，中学，高中时期参加了100多次选秀。 2006年3月到6月出演了Mnet播出的16集青少年性教育电视剧《性教育.com》，饰演敏智一角，以演员身份出道，2006年还出演了TU媒体播出的卫星DMB广播节目《Super Junior艺声的Miracle for you》。 2007年2月毕业于幸信高中，通过学分银行制专攻媒体和导演。
2007年4月制作了用英语，日语，汉语，法语演唱韩国国歌《爱国歌》并传达信息的“爱国歌女”UCC视频，她说:“为了向世界宣传大韩民国，制作了UCC视频”。作为演员活动期间出演了多个音乐剧，话剧作品，与现任音乐剧演员们一起成立了婚礼祝歌专门演出企划公司Fantastic音乐剧婚礼。 另外，在油管频道《唱歌的李敏智》(Singing Minjee)上上传了婚礼祝歌推荐歌曲集锦，结合音乐剧风格的婚礼祝歌视频。 2019年通过Tumblbug的众筹项目制作的独立电影《蓝色一天》(Blue Day)中担任导演和导演，同时亲自出演电影，饰演公司职员敏智的角色。 该片的主题是敏智的朋友，无名话剧演员秀惠的死亡带来的心理变化。

## 演出作品

### 電視劇
- 2006年：Mnet 《性教育.com》
- 2006年：KBS 《玉琳的成長日記3（朝鲜语：성장드라마 반올림 3）》
- 2011年：SBS 《树大根深》

### 電影
- 2006年：《多细胞少女》
- 2019年：《蓝色一天》 （导演担当）

### 音乐剧
- 2011年：《Nunsense 2》
- 2012年：《抛出高峰》
- 2014年：《拥抱月亮的超人》
- 2014年：《桃乐思乐队》
- 2015年：《那男人那女人》
- 2015年：《地球灭亡30天前》
- 2016年：《青春乐队Zero》
- 2017年：《七天》
- 2017年：《大弟弟》
- 2017年：《关于爱情的五个素描》
- 2018年：《透过窗户依稀可见》
- 2018年：《好》
- 2019年：《长发姑娘》
- 2019年：《好》
- 2020年：《好》

### 话剧
- 2011年：《被禁止的恶作剧-狠毒的爱》
- 2011年：《精寅》
- 2012年：《小新娘》
- 2016年：《月光素描》
- 2020年：《再来一次》

### MV
- 2005年：Drunken Tiger 《被冷落的所有人，左脚向前走一步》
- 2009年：池贤宇 《她很疼（Song by 池贤宇）》
- 2014年：Snowfinger 《走向你的歌》